# 谷川道子
谷川 道子（たにがわ みちこ、1946年7月 - 2024年1月9日）は、日本のドイツ文学者、東京外国語大学名誉教授。専門はドイツ演劇、特にブレヒトとハイナー・ミュラー。岩淵達治に師事。鹿児島県出身。

## 略歴
- 1965年 鹿児島県立甲南高等学校卒業（在校中、文学部に所属。作家の宮内勝典は先輩）[2]
- 1970年 東京大学文学部ドイツ文学科卒業
- 1974年 同大学院人文科学研究科独語独文専攻博士課程中退、九州大学教養部専任講師
- 1976年 同助教授
- 1978年 成城大学経済学部助教授
- 1986年 同教授
- 1987年 東京外国語大学助教授
- 1993年10月 ウィーン大学日本学研究所 客員教授
- 1996年 東京外国語大学教授
- 2009年 東京外国語大学総合国際学研究院（言語文化部門・文化研究系）教授（大学院重点化による所属変更）
- 2010年 東京外国語大学定年退職、名誉教授
- 2024年 心不全のため死去[1]。77歳没。

## 著書
- 『聖母と娼婦を超えて――ブレヒトと女たちの共生』 花伝社、1988年
- 『ハイナー・ミュラー・マシーン』 未來社、2000年
- 『ドイツ現代演劇の構図』 論創社、2005年
- 『演劇の未来形』 東京外国語大学出版会〈Pieria Books〉、2014年

### 共編著
- 『境界の「言語」 地球化/地域化のダイナミクス』 荒このみ共編著、新曜社、2000年
- 『劇場を世界に 外国語劇の歴史と挑戦』 柳原孝敦共編著、エディマン、2008年
- 『演劇インタラクティヴ 日本×ドイツ』 秋葉裕一共編、早稲田大学出版部、2010年

### 翻訳
- 『ブレヒト作業日誌』 秋葉裕一・岩淵達治・岡田恒雄・瀧野修・丸本隆共訳、河出書房新社、1976-77年、新版2007年
- ハイナー・ミュラー『ハムレットマシーン シェイクスピア・ファクトリー』 岩淵達治共訳、未来社、1992年
- ドナルド・スポトー『ロッテ・レーニャ ワイマール文化の名花』 文藝春秋、1992年
- ハイナー・ミュラー『闘いなき戦い ドイツにおける二つの独裁下での早すぎる自伝』 石田雄一共訳、未来社、1993年
- ハイナー・ミュラー『カルテット ミュラー・コンテンポラリー』 岩淵達治共訳、未来社、1994年
- ペーター・ウルバン編『チェーホフの風景』 文藝春秋、1995年。写真図版の大著
- ヨッヘン・シュミット『ピナ・バウシュ 怖がらずに踊ってごらん』 フィルムアート社、1999年
- ハンス=ティース・レーマン『ポストドラマ演劇』 本田雅也共訳、同学社、2002年
- ハイナー・ミュラー『指令 ある革命への追憶』 論創社、2006年
- エルフリーデ・イェリネク『汝、気にすることなかれ シューベルトの歌曲にちなむ死の小三部作』 論創社、2006年
- イェリネク『レストハウス、あるいは女はみんなこうしたもの 喜劇』 論創社、2007年
- ブレヒト『母アンナの子連れ従軍記』 光文社古典新訳文庫、2009年
- ブレヒト『ガリレオの生涯』 光文社古典新訳文庫、2013年
- ブレヒト『三文オペラ』 光文社古典新訳文庫、2014年
- ブレヒト『アンティゴネ』 光文社古典新訳文庫、2015年
- キャサリン・ブリス・イートン『メイエルホリドとブレヒトの演劇』伊藤愉共編訳、玉川大学出版部、2016年